# Julognathus
Julognathus crudelis
Genre
Espèce
Julognathus est un genre fossile de grands thérapsides thérocéphales ayant vécu à la fin du Permien moyen (Capitanien supérieur) dans ce qui est aujourd'hui la Russie européenne. Une seule espèce est connue, Julognathus crudelis, décrite en 2019 à partir de plusieurs fossiles découverts dans la localité de Sundyr-1, situé dans la république des Maris. Julognathus était le plus grand prédateur de son environnement. Avec un crâne atteignant 43 cm de longueur il est aussi l’un des plus grands thérocéphales connus, approchant la taille de certains Lycosuchidae qui vivaient à la même époque en Afrique du Sud. Julia Suchkova (d) et Valeriy K. Golubev (d) ont provisoirement classé Julognathus dans la famille des Scylacosauridae en raison d’une région préorbitaire allongée, par opposition au museau court et large des Lycosuchidae, l’autre clade contemporain de grands thérocéphales basaux.

## Étymologie
Le nom de genre Julognathus vient de Yul, le nom de la Volga en langue mari, et du grec romanisé gnathos « mâchoire ». L’épithète spécifique vient du latin crudelis « cruel ».

## Description
Julognathus n’est connu que par des os crâniens isolés appartenant à plusieurs individus. L’holotype PIN 5388/51 est un dentaire gauche. Le reste du matériel connu inclut huit autres dentaires, un splénial, quatre prémaxillaires, onze maxillaires, une crête pariétale, six incisives, seize canines et cinq postcanines. Les plus grands spécimens permettent de reconstituer un crâne de 43 cm de longueur. Le museau est long et étroit comme chez les Scylacosauridae famille à laquelle l’on rattaché ses découvreurs. Dans la diagnose du genre, Suchkova & Golubev ont uniquement défini Julognathus par sa grande taille et sa formule dentaire composé de cinq incisives supérieures, trois incisives inférieures, une canine supérieure et inférieure, six ou sept postcanines supérieures, et sept à neuf postcanines inférieures. Comparé aux autres membres de ce groupe, Julonathus diffère de Porosteognathus en ayant un plus petit nombre de dents sur le prémaxillaire (cinq) et le maxillaire (six ou sept) et en étant de plus grande taille. Il se distingue d’Alopecodon, Glanosuchus, Ictidosaurus, Pardosuchus, Pristerognathus et Scylacosaurus en ayant un plus petit nombre d’incisives supérieures. Il se distingue également d’Alopecodon, d’Ictidosaurus, de Pardosuchus et de Scylacosaurus par l’absence de dents précanines sur le maxillaire.
Le dentaire de Julognathus est relativement massif en étant haut dans sa partie postérieure juste avant l’élévation vers le processus coronoïde, et en ayant sur sa face antéro-ventrale une protubérance mentonnière allongée qui s’étend postérieurement jusqu’au niveau de la cinquième à la sixième postcanine. La surface latérale de l’os est sculptée autour de la région contenant les incisives et la canine. L’ornementation est formée de petites fosses reliées par de courtes rainures. Au-delà de cette zone, l’os est pratiquement lisse, avec de rares foramina pour les vaisseaux sanguins. À l’arrière du dentaire, le processus coronoïde est grand, s'élevant à un angle de 30° dans sa partie ventrale et de 35° dans sa partie dorsale. La plupart des spécimens ont des dents manquantes ou cassées lors de processus taphonomiques. Les dents conservées et les alvéoles vides montrent que la rangée de dents est composée de trois incisives, une canine et sept à neuf postcanines. Les alvéoles des deux premières incisives sont orientées quelque peu obliquement vers l’avant et sont très rapprochées. Le diamètre de l’alvéole de la canine est presque égal à la longueur des trois alvéoles des incisives. Les postcanines sont densément implantées. Chez les plus petits spécimens, la rangée de postcanines est séparée de la canine par un diastème alors que ce dernier est absent chez les plus grands individus. Les postcanines présentent à leur base un col dentaire à section ovale, une couronne quelque peu aplatie sur les côtés, et étroite vers le haut, avec des tranchants avant et arrière dentelés.
Le splénial (un os de la face linguale de la mâchoire inférieure) est rectangulaire, profond, plat, sans projection médiale dans la partie symphysaire.
Le prémaxillaire est massif, allongé. Sa face ventrale porte cinq très grandes alvéoles pour les incisives. La première alvéole est la plus petite en diamètre, les quatre autres sont plus grandes, la troisième étant la plus grande.
Le maxillaire est long et relativement bas, atteignant une hauteur maximale autour de l’alvéole de la canine, qui est quelque peu inclinée vers l’arrière. Les processus prémaxillaires et jugaux sont allongés. Le corps principal de l’os est plat, à l’exception de la rangée alvéolaire des postcanines et du bombement externe de la très grande alvéole de la canine. Le maxillaire montre une ornementation bien développée de petites fosses avec des sillons et des rainures connectés. Les fosses sont concentrées au-dessus de la canine et deviennent plus rares vers les marges. Le bord ventral du maxillaire est irrégulier, saillant ventralement au niveau de la paroi externe de l'alvéole de la canine, arqué dorsalement au-dessus de la rangée de postcanines et déprimé dans la partie proximale au niveau du processus prémaxillaire. L'alvéole de la canine est grande, gonflée et large même sur le plus petit spécimen (PIN 5388/427). Chez les spécimens bien conservés, elle est toujours bipartite antéropostérieurement et contient les restes de la canine de remplacement. La canine fonctionnelle est toujours située en avant de la canine de remplacement. Derrière la canine se trouve une rangée de six à sept postcanines. Les canines sont grandes, faiblement incurvées sur toute leur longueur, en forme de larme en coupe transversale à la base, avec des tranchants antérieurs et postérieurs dentelés. Le tranchant antérieur est beaucoup plus court que le postérieur et, chez certains spécimens, fortement réduit ou totalement absent. Les incisives montrent également un schéma régulier dans la longueur des bords dentelés : sur l'un des côtés, le bord dentelé est plus court ou absent. Les postcanines se distinguent par une fine dentelure et un col dentaire élevé (3–4 mm sur une longueur de couronne de 1 cm). Les dents de Julognathus sont équipées de dentelures incluant 15 à 20 denticules par 5 mm de tranchant. Elles sont plus finement denticulés que les dents de Gorynychus sundyrensis un autre thérocéphale de la même localité.
Les pariétaux sont grands, étroits, fusionnés au niveau de la suture sagittale. Le foramen pinéal est petit, allongé et étroit, situé en avant sur les pariétaux. Sur la face ventrale, il est entouré d'une échancrure peu profonde. Plus en arrière, l'os forme une surface de suture sans les lames réfléchies de l'angle du pariétal. Les deux pariétaux fusionnent incomplètement le long de la suture sagittale, le rétrécissement postérieur au foramen pinéal est très faiblement développé, ce qui distingue Julognathus de Porosteognathus de la localité d’Isheevo.

## Répartition géographique et stratigraphique
Les fossiles de Julognathus furent découverts sur le site de Sundyr-1 situé sur la rive droite de la Volga (rive sud du réservoir de Tcheboksary) juste en aval de l’embouchure de la rivière Sundyr, dans la République des Maris en Russie européenne. Les strates permiennes affleurent sur 30 m d’épaisseur et sont composées de dépôts argileux panachés distinctement stratifiés avec des interlits de marne, de calcaire, de conglomérats, de sables et de grès. Les dépôts sableux forment quatre niveaux bien définis (membres). La localité de Sundyr-1 est confinée au sommet du membre sableux inférieur et à la partie inférieure d’un membre argileux le recouvrant. Ces sédiments correspondent à un environnement de plaine alluviale avec une cyclicité caractéristique. Les grès et les conglomérats sont des sédiments de chenaux d’une zone d’eau peu profonde avec une variabilité prononcée de l’intensité du courant, lorsque non seulement des fractions de sables, mais également de graviers se sont déposées. Les niveaux plus argileux correspondent à des zones d’envasement peu profond de la plaine inondable, ainsi qu’à un bras-mort de rivière. L’association de Sundyr contient le temnospondyle Dvinosaurus sp., l’Enosuchidae Enosuchus alveolatus, le Chroniosuchidae Suchonica vladimiri, le Leptorophidae Leptoropha cf. talonophora, le Kotlasiidae Microphon exiguus,, un dinocéphale Tapinocephalidae non décrit, l’anomodonte basal Parasuminia ivachnenkoi, et le thérocéphale Lycosuchidae Gorynychus sundyrensis. En plus des tétrapodes cette association a livré des restes de poissons, de bivalves, de gastéropodes, d’ostracodes, de conchostracés, de plantes et de coprolithes. Par sa composition et sa position stratigraphique, la faune fossile de Sundyr-1 est identifiée comme une nouvelle association faunique, l’association de Sundyr, intermédiaire entre l’association d’Isheevo à dinocéphales du Permien moyen et l’association de Sokolki à thériodonte qui date essentiellement du Permien supérieur. L’association de Sundyr a été contraint par la biostratigraphie et la magnétostratigraphie au Severodvinien moyen ou au début du Severodvinien supérieur de l’échelle stratigraphique Russe, correspondant au Capitanien supérieur de l’échelle stratigraphique internationale. L’association de Sundyr est attribuée à la nouvelle biozone à Suchonica vladimiri. Ailleurs en Russie, l’association de Sundyr est représentée par le site de Poldarsa sur la rive gauche de la rivière Sukhona dans l’oblast de Vologda, et qui a seulement livré le chroniosuchidé Suchonica vladimiri. Dans cette région, les couches fossilifères sont attribuées à un nouveau membre stratigraphique, le Membre d’Ustpoldarsa de la formation de Poldarsa, qui est représenté par des marnes grises à stratifications ondulées avec des intercalations d’argiles calcaires et de calcaires argileux.

## Paléoécologie
La faune de Sundyr est la seule en Europe de l’Est où les thérocéphales primitifs ont atteint de très grandes tailles. À en juger par le nombre d’ossements retrouvés, Julognathus crudelis y était l’espèce la plus fréquente et la plus grande avec une longueur reconstituée du crâne de 43 cm. Un autre thérocéphale découvert sur le même site, Gorynychus sundyrensis, était un peu moins grand mais atteignait également une taille importante avec une longueur du crâne estimée entre 35 et 40 cm. G. sundyrensis occupait également la niche écologique de grand charognard, comme on peut le déduire à partir de l’usure considérable de ses incisives et de ses canines. L’association de Sundyr est ainsi unique dans l’histoire évolutive des Therocephalia car elle constitue à ce jour la seule faune connue du Permien moyen où les thérocéphales occupent seuls le rôle de grands carnivores terrestres. En Afrique du Sud, à la fin du Permien moyen, durant la Zone d’association à Tapinocephalus, les grands Scylacosauridae et Lycosuchidae figuraient parmi les plus grands prédateurs terrestres avec des crânes mesurant de 30 à 47 cm,, mais le prédateur du sommet était toutefois le dinocéphale Anteosaurus dont le crâne pouvait atteindre 80 à 90 cm chez les plus grands spécimens. Après la disparition des dinocéphales, ces deux familles de thérocéphales ont coexisté avec le gorgonopsien Gorgonops torvus (crâne de 30-35 cm) dans la partie inférieure de la Zone d’association à Endothiodon (sous-zone à Lycosuchus - Eunotosaurus) datée du sommet du Permien moyen  et de la base du Permien supérieur (260-258 Ma).